# Spicy Pink
Spicy Pink (スパイシーピンク?, Supaishī Pinku) è un manga shōjo in due volumi creato da Wataru Yoshizumi e pubblicato in Italia dalla Panini Comics a partire da fine ottobre 2009.

## Trama
Endo Sakura è un'autrice di manga shōjo di 26 anni: lavora duramente per raggiungere il successo ed è single visto che la sua unica relazione con un compagno di università risale ormai a cinque anni prima. Ad Endo piace frequentare l'ambiente delle mangaka e la sua migliore amica è Misono, anche lei ventiseienne, ma con un carattere molto più estroverso e con molte relazioni alle spalle. Ed è proprio Misono che per aiutare l'amica, la coinvolge in un goukon (un incontro tra ragazzi single), in modo da poter trovare per entrambe un buon partito.
L'incontro è con un gruppo di affascinanti dottori e lì Sakura conosce Koreeda, un chirurgo estetico trentenne che inizialmente prende in antipatia, ma che ben presto le cambierà la vita. Anche l'amica Misono conosce un ragazzo interessante, che però non è quello che sembra.